# Parupeneus
Parupeneus son un género de peces de la familia de los Mullidae. 

## Especies
- Parupeneus barberinoides (Bleeker, 1852)
- Parupeneus barberinus (Lacépède, 1801)
- Parupeneus biaculeatus (Richardson, 1846)
- Parupeneus bifasciatus (Lacépède, 1801)
- Parupeneus chrysonemus (Jordan y Evermann, 1903)
- Parupeneus chrysopleuron (Temminck & Schlegel, 1843)
- Parupeneus ciliatus (Lacépède, 1802)
- Parupeneus crassilabris (Valenciennes, 1831)
- Parupeneus cyclostomus (Lacépède, 1801)
- Parupeneus forsskali (Fourmanoir y Guézé, 1976)
- Parupeneus heptacanthus (Lacépède, 1802)
- Parupeneus indicus (Shaw, 1803)
- Parupeneus insularis (Randall y Myers, 2002)
- Parupeneus jansenii (Bleeker, 1856)
- Parupeneus louise (Randall, 2004)
- Parupeneus macronemus (Lacépède, 1801)
- Parupeneus margaritatus (Randall y Guézé, 1984)
- Parupeneus moffitti (Randall y Myers), 1993
- Parupeneus multifasciatus (Quoy y Gaimard, 1824)
- Parupeneus orientalis (Fowler, 1933)
- Parupeneus pleurostigma (Bennett, 1831)
- Parupeneus porphyreus (Jenkins, 1903)
- Parupeneus posteli (Fourmanoir y Guézé, 1967)
- Parupeneus procerigena (Kim y Amaoka, 2001)
- Parupeneus rubescens (Lacépède, 1801)
- Parupeneus signatus (Günther, 1867)
- Parupeneus spilurus (Bleeker, 1854)
- Parupeneus trifasciatus (Lacépède, 1801)

- Datos: Q2104179
- Multimedia: Parupeneus / Q2104179
- Especies: Parupeneus